# Вутке, Олег Алексеевич
Олег Алексеевич Ву́тке (1891, Москва — 28 мая 1938, Бутовский полигон, Московская область) — советский архитектор, изобретатель.

## Биография
Родился в 1891 году в Москве в немецкой семье. Окончил Московское училище живописи, ваяния и зодчества в 1915 году.
С 26 июля 1924 по 14 ноября 1925 года работал старшим архитектором в проектбюро акционерного общества «Стандарт». Вместе с инженером А. К. Говве разработал конструктивную систему фахверкового жилого дома, основу которой составил стандартизированный, облегчённый деревянный каркас. По ней в Иваново-Вознесенске осуществлён Первый Рабочий посёлок (144 здания).
По заказу рабочего жилищно строительного кооператива транспортников «Труд» построил в Смоленске семиэтажный дом-башню имени Парижской коммуны.
Трудился старшим научным сотрудником в Государственном научно-экспериментальном институте гражданских, промышленных и инженерных сооружений (Москва). Преподавал в Московском архитектурном институте.
Жил в Москве по адресам: Большая Остроумовская улица, дом 15, кв. 3 (1920-е); Малая Бронная улица, дом 15, кв. 33 (1930-е).
Арестован 14 марта 1938 года. Осуждён 17 мая Комиссией НКВД СССР по обвинению в шпионаже в пользу Германии. Расстрелян и похоронен на полигоне в Бутове (Московская область) 28 мая 1938 года.
Реабилитирован в сентябре 1957 года.

## Проекты
- 1921 – 1922 — мемориал красноармейцам, погибшим в годы Гражданской войны , Ставрополь (утерян)
- 1924—1928 — Первый Рабочий посёлок, Иваново;
- 1931 — здание Института нефти (вместе с В. Д. Кокориным, ныне Институт биохимии им. А. Н. Баха), Москва  памятник архитектуры (вновь выявленный объект)[4];
- 1933 — дом-башня имени Парижской коммуны (рабочий жилищно-строительный кооператив транспортников «Труд»), Смоленск  памятник архитектуры (региональный).

## Избранные изобретения
- Система водяного отопления[5];
- Способ и приспособление для кладки кирпичных стен[6];
- Устройство для записи показаний психрометра[7];
- Кирпичная или каменная кладка с изоляционными прослойками[8];
- Способ приготовления пористых искусственных камней[9];
- Бетонный полый камень[10].

## Статьи О. А. Вутке
- Об архитектуре колхозного жилища (по изданию «Проблемы архитектуры. Сборник материалов. Том I, книга 2». Издательство Всесоюзной Академии Архитектуры. Москва. 1936 г).